# گویچه‌ای کوهی
گویچه‌ای کوهی (نام علمی: Cotula alpina) نام یک گونه از سرده گویچه‌ای‌ها است.